# 덕정역
덕정(서정대학교)역(Deokjeong(Seojeong Univ.)Station, 德亭(瑞靖大學校)驛)은 경기도 양주시 덕정동에 있는 수도권 전철 1호선의 철도역이다. 처음은 1911년 10월 15일 보통역으로 영업을 시작했고, 경원선 개통과 함께 2006년 12월 수도권전철 운행을 시작했다. 현재 수도권 전철 1호선이 운행한다. 인근에 서정대학교가 있다.

## 역사
- 1912년 7월 25일 : 영업 개시[3]
- 2006년 12월 15일 : 수도권 전철 1호선 연장 개통과 함께 전철역으로 영업 개시[4]
- 2009년 12월 1일 : 철도승차권 단말기 철거

## 역 구조
2면 4선의 쌍섬식 승강장이다. 출구는 하나만 있다. 4개의 승강장 모두 스크린도어가 설치되어 있다.

### 선로/승강장
| ↑덕계           |
| ４３ \| ２１ \| |
| 지행↓           |

#### 선로(왼쪽에서부터 1번)
| 1 | ● 수도권 전철 1호선 | 하행 | 완행      |
| 2 | ● 수도권 전철 1호선 | 하행 | 완행/급행 |
| 3 | ● 수도권 전철 1호선 | 상행 | 완행/급행 |
| 4 | ● 수도권 전철 1호선 | 상행 | 완행      |

#### 승강장
| 1~2 | ● 수도권 전철 1호선 | 동두천중앙 · 동두천 · 연천 방면 (일반, 급행)             |
| 3~4 | ● 수도권 전철 1호선 | 의정부 · 광운대 · 청량리 · 구로 · 인천 방면 (일반, 급행) |

## 역 주변
- 덕정동우체국
- 회천1동행정복지센터
- NH 회천농협
- 덕정도서관
- 덕정시장
- 천보회관
- 서희스타힐스
- 양주경찰서
- 덕정사랑교회
- 역에서 약 2.1km 이상 떨어져 있는 곳
  - 국군양주병원
  - 예원예술대학교 양주캠퍼스
  - 서정대학교

## 교육
- 서정대학교
- 덕정고등학교
- 덕정중학교
- 덕정초등학교

## 이용객 변동
2006년 자료는 개통일인 2006년 12월 15일부터 12월 31일까지인 17일 기준으로 환산한 것이다.
| 노선  | 노선 | 일평균 인원수 (명/일) | 일평균 인원수 (명/일) | 일평균 인원수 (명/일) | 일평균 인원수 (명/일) | 일평균 인원수 (명/일) | 일평균 인원수 (명/일) | 일평균 인원수 (명/일) | 일평균 인원수 (명/일) | 일평균 인원수 (명/일) | 일평균 인원수 (명/일) | 각주                  | 각주                  | 각주  |
| 노선  | 노선 | 2000년                | 2001년                | 2002년                | 2003년                | 2004년                | 2005년                | 2006년                | 2007년                | 2008년                | 2009년                | 각주                  | 각주                  | 각주  |
| ----- | ---- | --------------------- | --------------------- | --------------------- | --------------------- | --------------------- | --------------------- | --------------------- | --------------------- | --------------------- | --------------------- | --------------------- | --------------------- | ----- |
| 1호선 | 승차 | 미개통                | 미개통                | 미개통                | 미개통                | 미개통                | 미개통                | 3,247                 | 5,012                 | 5,973                 | 6,473                 | [ 5 ]                 | [ 5 ]                 | [ 5 ] |
| 1호선 | 하차 | 미개통                | 미개통                | 미개통                | 미개통                | 미개통                | 미개통                | 3,367                 | 4,962                 | 5,877                 | 6,355                 | [ 5 ]                 | [ 5 ]                 | [ 5 ] |
| 노선  | 노선 | 일평균 인원수 (명/일) | 일평균 인원수 (명/일) | 일평균 인원수 (명/일) | 일평균 인원수 (명/일) | 일평균 인원수 (명/일) | 일평균 인원수 (명/일) | 일평균 인원수 (명/일) | 일평균 인원수 (명/일) | 일평균 인원수 (명/일) | 일평균 인원수 (명/일) | 일평균 인원수 (명/일) | 일평균 인원수 (명/일) | 각주  |
| 노선  | 노선 | 2010년                | 2011년                | 2012년                | 2013년                | 2014년                | 2015년                | 2016년                | 2017년                | 2018년                | 2019년                | 2020년                | 2021년                | 각주  |
| 1호선 | 승차 | 6,689                 | 7,061                 | 7,189                 | 7,042                 | 7,178                 | 7,249                 | 7,206                 | 7,136                 | 6,924                 | 6,862                 | 4,716                 | 4,697                 | [ 5 ] |
| 1호선 | 하차 | 6,479                 | 6,755                 | 6,950                 | 6,855                 | 6,953                 | 7,004                 | 6,982                 | 6,961                 | 6,769                 | 6,686                 | 4,610                 | 4,591                 | [ 5 ] |

## 사진

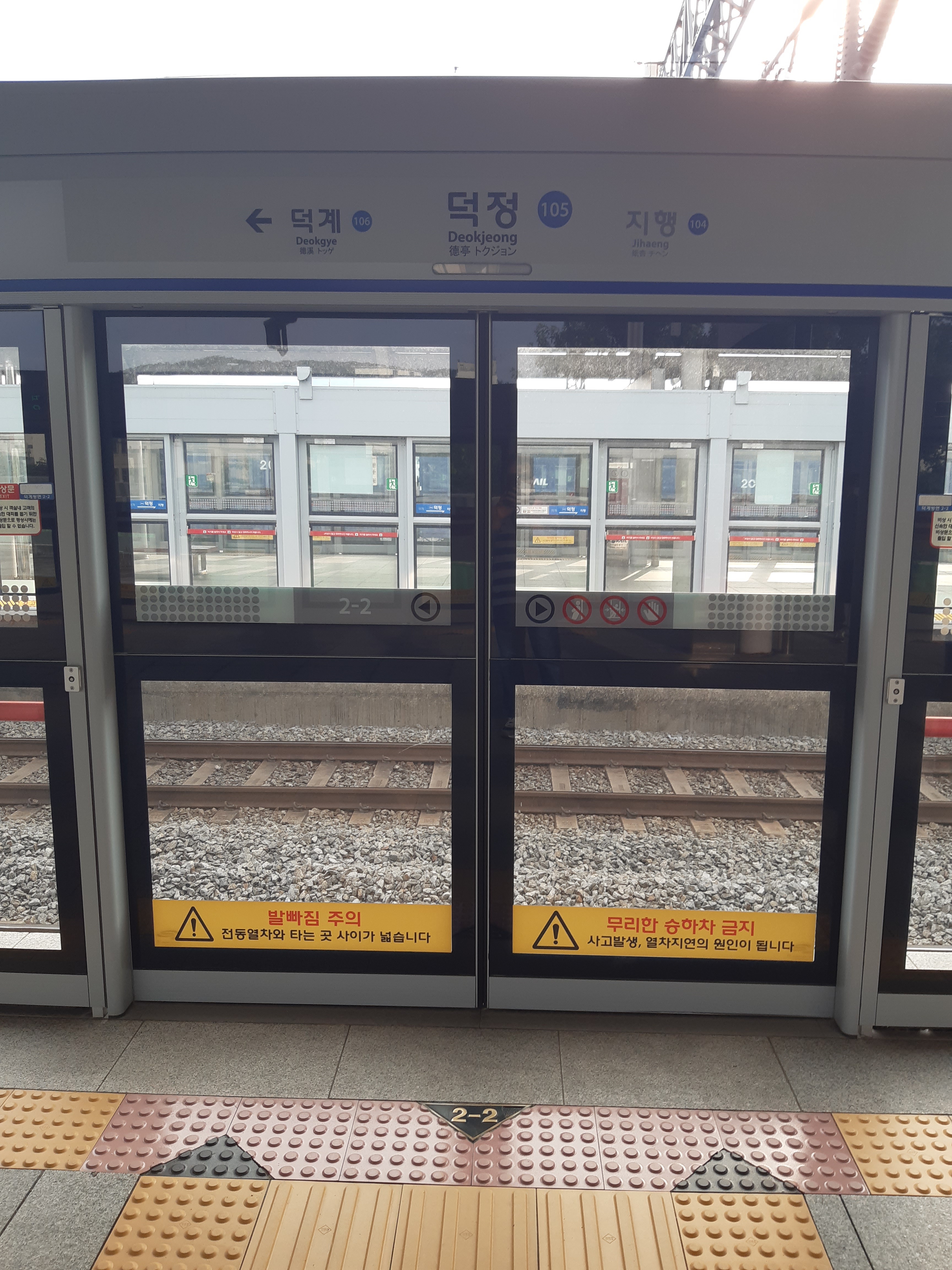
스크린도어

## 인접한 역
| 경원선               | 경원선                               | 경원선                         |
| -------------------- | ------------------------------------ | ------------------------------ |
| 104 지행 연천 방면   | ● 수도권 전철 1호선 경원-경인선 완행 | 106 덕계 인천 방면             |
| 104 지행 동두천 방면 | ● 수도권 전철 1호선 경원선 급행      | 107 양주 인천 방면 광운대 방면 |